# Ministerstvo zdravotnictví, práce a sociálních věcí Gruzie
Ministerstvo interně vysídlených osob z okupovaných území, zdravotnictví, práce a sociálních věcí Gruzie (gruzínsky: საქართველოს ოკუპირებული ტერიტორიებიდან იძულებით გადაადგილებულ პირთა, შრომის, ჯანმრთელობისა და სოციალური დაცვის სამინისტრო, sakartvelos okupirebuli teritoriebidan idzulebit gadaadgilebul pirta, šromis, džanmrtelobisa da socialuri dacvis saministro) je orgán státní správy v rámci gruzínského kabinetu, která má na starosti regulaci systému zdravotní péče, práce a vnitřně vysídlených osob a systému sociálního zabezpečení v Gruzii. Od června 2019 ministerstvo vede Ekaterine Tikaradzeová.

## Struktura
V čele ministerstva stojí ministr jmenovaný předsedou vlády Gruzie. Jeden první náměstek ministra a tři náměstci jsou přímo podřízeni ministrovi. Ministerstvo se skládá z 16 sekcí a agentur. Hlavní funkcí ministerstva je zajišťovat poskytování kvalitních lékařských a veřejných zdravotnických služeb obyvatelstvu; regulace lékařské a farmaceutické činnosti v zemi; správa státních důchodů, sociální zabezpečení a ochrana práv dětí. Ministerstvo má veškerou pravomoc prostřednictvím svých kapitol regulovat veškeré lékařské činnosti v celé zemi. Státní fond sociálního zabezpečení a ministerstvo financí Gruzie jsou hlavními zdroji financí ministerstva. Ministerstvo v minulých letech provedlo rozšíření sítě nemocnic o plánovaných 46 nových nemocnic.